# Arendalsvassdraget
Arendalsvassdraget omfatter en række elve som passerer 10 kommuner i Vestfold og Telemark og Agder fylke i Norge. Afvandingsområdet er på 4.015 km². Den øvre del af vassdraget ligger i Vestfold og Telemark og består af søerne Vråvatn, Nisser, Fyresvatn, Birtevatn og Nesvatn med tilløbselve, blandt andre Finndøl som løber fra Fyresdalheiene til Fyresvatn.
Fra Nisser løber Nisserelva og fra Fyresvatn Fyresdalsåna (Fyreselv). Hvor de mødes dannes Nidelven som har sit udløb ved Arendal.
Arendalsvassdraget har en samlet længde på ca. 209 km. Ved målestationen ved Rygene kraftværk er gennemsnitlig vandføring 110 m³/s. Største vandføring blev målt i efteråret 1987. Da passerede ca. 1.200 m³/s målestationen.

## Vandkraft
Arendalsvassdraget er udbygget med i alt 41 små og store kraftstationer (2015), 12 i Aust-Agder (i Åmli, Froland og Grimstad kommuner) og 29 i Telemark (i Tokke, Kviteseid, Nissedal og Fyresdal kommuner). Samlet maksimal ydelse i kraftværkerne i vassdraget er 552 MW og en middel årsproduktion 2404 GWh. Evenstad kraftverk var det første. Arendal Fossekompani ervervede faldrettigheder allerede i 1890'erne, med tanke på videresalg, men byggede selv i Bøylefoss i 1914 for at levere elektrisk kraft til det nye industristed Eydehavn. Aust-Agder kraftverk blev i midten af 1900-tallet den største aktør som entreprenør ved vassdraget, som i dag regnes for at være fuldt udbygget.